# Sanniquellie
Sanniquellie – miasto w północnej Liberii, stolica hrabstwa Nimba. Według danych na rok 2008 liczy 11 415 mieszkańców.